# Christian In Paris
《Christian In Paris》（英文：Christian In Paris）是香港無綫電視J2台的旅遊節目，2023年10月16日至11月3日星期一至五22:30-23:00於J2播放，主持人為楊尚友，帶著太太和兩位孩子，前往法國巴黎，介紹巴黎美食與景點。